# Марин Тихчев
Марин Димитров Тихчев е български адвокат и учител.

## Биография
Преди Освобождението Тихчев е учител в Тулча и писар в Русенската община. Сътрудничи на в. „Право“, в. „Напредък“ и сп. „Слава“.
След Освобождението е адвокат в Силистра и участник в офицерския бунт на русофилите през 1887 г., за което е осъден на 15 години строг тъмничен затвор.

## Семейство
Женен за Мария Хаджииванова – внучка на Вълчан войвода. Имат 4 деца. Дъщеря му Олга Тихчева е омъжена за ген. Спас Чилингиров. Дъщеря му Иванка Тихчева е омъжена за проф. Васил Радев.